# Fabian Gottlieb von Osten-Sacken
Il principe Fabian Gottlieb von der Osten-Sacken (in russo Фабиан Вильгельмович Остен-Сакен?) (Revan, 20 ottobre 1752 – Kiev, 7 settembre 1837) è stato un generale russo, un tedesco del Baltico che guidò l'esercito russo contro il Ducato di Varsavia, e che in seguito governò Parigi durante la breve occupazione da parte della coalizione anti-francese.

## Inizio della carriera
Osten-Sacken nacque a Reval, nell'odierna Estonia, nella famiglia del barone Wilhelm-Ferdinand von der Osten-Sacken, che prima di morire nel 1754 fu un capitano-aiutante del conte Münnich. Il barone Osten-Sacken aveva solo 2 anni quando il padre morì, e passò la gioventù in povertà. Si arruolò nel reggimento di moschettieri Kaporsky come sotto-insegna il 18 ottobre 1766.
Nel 1769, durante la guerra russo-turca (1768-1774), partecipò all'assedio di Chotyn ed in altre azioni. Per il valore militare fu promosso nel settembre dello stesso anno al rango di insegna, e nel 1770 a secondo tenente. Dal 1770 al 1773 servì nel reggimento di moschettieri Nasheburgsky sotto Alexander Suvorov, e combatté contro la confederazione polacca.
Nel 1786 divenne tenente colonnello e fu nominato a capo del reggimento di granatieri Moskowsky, dove rimase fino al 19 luglio 1789. Fu quindi spostato al reggimento di moschettieri Rostovsky col quale combatté la guerra russo-turca (1787-1792). Per il suo contributo alle battaglie del fiume Prut, e per aver conquistato Focșani, gli fu conferito l'Ordine di San Vladimiro, 4ª classe con nastro. In seguito si distinse ad Izmaïl.
Il 10 agosto 1792 fu promosso colonnello, e dal 1793 fece parte del reggimento di moschettieri Chernigovsky in Polonia. Per la sua partecipazione agli scontri presso Vilnius gli fu consegnata una spada d'oro con l'inscrizione per il coraggio. Il 28 settembre 1797 divenne capo del reggimento di granatieri Ekaterinoslav con il rango di maggior generale, e dall'11 luglio 1799 con il rango di tenente generale. Dopo la seconda battaglia di Zurigo fu fatto prigioniero e detenuto a Nancy fino al 1801. Al suo ritorno in Russia prese il comando di un corpo di riserva stanziato nei governatorati di Hrodna e Vladimir.

## Guerre napoleoniche
Come risultato delle sue azioni nelle battaglie di Pułtusk e Eylau, il barone von Osten-Sacken ricevette l'ordine di San Vladimiro di 2ª classe, e l'ordine dell'Aquila rossa prussiano. Poco dopo fu accusato dal conte Levin August von Bennigsen. L'inimicizia di quest'ultimo lo costrinse a dare le dimissioni e passare cinque anni a San Pietroburgo.
Quando Napoleone invase la Russia, Osten-Sacken tornò al servizio militare a capo di un corpo di riserva con base a Volinia. Gli fu poi dato l'incarico di difendere i confini meridionali dell'impero contro la possibile invasione di Sassoni e austriaci. Nella battaglia nei pressi di Volkovysk sconfisse un'unità francese guidata dal generale Renier. In seguito alla sconfitta di Renier, Osten-Sacken attraversò il confine invadendo il Ducato di Varsavia, ed unendosi agli uomini del conte Mikhail Miloradovič conquistò Varsavia. In seguito affrontò con successo il principe Józef Poniatowski. La sua brillante conquista della Polonia gli permise di ottenere l'Ordine di Alexander Nevsky.
Nella fase finale delle guerre napoleoniche partecipò alle campagne dell'esercito prussiano guidato da Blücher, e fu presente alla battaglia del Katzbach. Dopo questa battaglia fu promosso generale di fanteria. A causa del valore dimostrato nella battaglia di Lipsia ricevette l'Ordine di San Giorgio di 2º grado. Guidò l'esercito russo nella battaglia di Brienne, e per questa importante vittoria fu insignito dell'Ordine di Sant'Andrea. In molti scontri seguenti comandò l'esercito Silesiano al posto di Blücher.
Il 19 marzo 1814 Osten-Sacken fu nominato governatore-generale di Parigi. Durante i Cento giorni combatté sotto Michael Andreas Barclay de Tolly.

## Ultimi anni
Alla fine della guerra, Osten-Sacken comandò il 3º corpo di fanteria fino alla morte di Barclay de Tolly, dopodiché lo sostituì come comandante in capo del 1° esercito. Il 26 agosto fu ammesso al Consiglio di Stato. L'8 aprile 1821 gli fu concesso il titolo di conte dell'Impero russo.
Dopo la sua ascesa al trono, l'imperatore Nicola I lo nominò capo del reggimento di fanteria Uglitsky, in seguito ridenominato reggimento di Osten-Sacken. Il 22 agosto 1826 il conte Osten-Sacken fu promosso maresciallo di campo dell'impero russo, ed il 22 settembre ricevette l'Ordine di San Vladimiro di 1º grado.
Quando scoppiò la rivolta di Novembre, Osten-Sacken divenne il governatore della guerra di Kiev, Podolia e Volinia. Grazie alle sue rapide azioni, l'imperatore gli conferì il titolo di principe.
Nel 1835 il primo esercito fu sciolto, mentre Osten-Sacken fu congedato dal servizio militare mantenendo però il rango di comandante in capo, e con il diritto di residenza in uno dei palazzi imperiali. Morì a Kiev due anni dopo.